# Distretto di Bonyhád
Il distretto di Bonyhád (in ungherese Bonyhádi járás) è un distretto dell'Ungheria, situato nella provincia di Tolna.